# Монреаль Вондерерс
Монреаль Вондерерс (англ. Montreal Wanderers, укр. Мандрівники Монреалю) — колишній професіональний чоловічий хокейний клуб міста Монреаль, провінції Квебек, Канада. Один з клубів, які заснували Національну хокейну лігу у 1917—18 роках. Загалом «Вондерерс» виграли 4 Кубки Стенлі у періоді з 1906 по 1910 роки.

## Відомі гравці
- Джеррі Джерен
- Френк Гласс